# Bjørn Rasmussen
Bjørn Rasmussen (Kopenhagen, 19 mei 1885 – Aarhus, 24 september 1962) was een Deens voetballer, die speelde als aanvaller voor de Deense club Kjøbenhavns Boldklub. Hij overleed op 61-jarige leeftijd.

## Interlandcarrière
Rasmussen speelde twee interlands voor de Deense nationale ploeg, waarmee hij in 1908 deelnam aan de Olympische Spelen in Londen. Daar won de selectie onder leiding van de Engelse bondscoach Charles Williams de zilveren medaille. In de finale, gespeeld op 24 oktober 1908 in het White City Stadium, bleek gastland Engeland met 2-0 te sterk.